# Listrognathus bidentatus
Listrognathus bidentatus là một loài tò vò trong họ Ichneumonidae.